# Tikerik (sockenhuvudort i Kina, Xinjiang Uygur Zizhiqu, lat 43,52, long 82,06)
Tikerik (kinesiska: 提克阿热克, 提克阿热克乡) är en sockenhuvudort i Kina. Den ligger i den autonoma regionen Xinjiang, i den nordvästra delen av landet, omkring 440 kilometer väster om regionhuvudstaden Ürümqi. Antalet invånare är 13 770. Befolkningen består av 6 548 kvinnor och 7 222 män. Barn under 15 år utgör 25,0 %, vuxna 15-64 år 69 %, och äldre över 65 år 4,0 %.
Runt Tikerik är det ganska glesbefolkat, med 38 invånare per kvadratkilometer. Närmaste större samhälle är Tokkuztara, 8,9 km sydost om Tikerik. Trakten runt Tikerik består till största delen av jordbruksmark.
Genomsnittlig årsnederbörd är 437 millimeter. Den regnigaste månaden är juni, med i genomsnitt 70 mm nederbörd, och den torraste är mars, med 11 mm nederbörd.